# Smart Roadster
Pour les articles homonymes, voir Roadster.
Le Smart Roadster est un véhicule sportif 2 places développé par Smart à partir du modèle City Coupé (Fortwo) et reprenant son architecture : cellule de sécurité tridion apparente, panneaux de carrosserie en matière plastique interchangeables et ensemble moteur-boîte à l'arrière.

## Historique
Peu après le lancement de la smart city-coupé (ensuite renommée Smart Fortwo) en 1998, les ingénieurs de Smart ont commencé le projet de création d'une petite voiture de sport reprenant le train arrière et l'ensemble moteur-boîte de vitesses du city-coupé et utilisant une plate-forme de city-coupé allongée à 3 427 mm.
Un premier concept-car a été dévoilé au salon de Francfort à l'automne 1999 grâce à l'intervention du Carrossier Constructeur Designer Italien Stola qui réalisa les 2 premiers modèles le Roadster et le Roadster coupé, puis un second un an plus tard au Mondial de l'automobile de Paris. 
Smart roadster est une expression de la philosophie Smart « reduce to the max ». Avec un poids de seulement 790 à 820 kg, il permet les sensations de conduite d'une voiture de sport avec un moteur de puissance limitée, une consommation et des émissions polluantes réduites. Il puise son inspiration dans les petites voitures de sport britanniques telles les Triumph Spitfire ou MG MGB.
La Smart Roadster reste une pure voiture Mercedes car le moteur est conçu par l'Ingénierie du Bureau d'Etude et la production de Mercedes-Benz à Berlin, tous les composants pour la plupart sont marqués Mercedes parmi les nombreux fournisseurs connus comme Hella, Robert Bosch, etc.
Il se positionne à son lancement comme un concurrent des Toyota MR, MG TF, Fiat Barchetta et Mazda MX-5, offrant des performances et capacités de chargement similaires pour un poids, des dimensions et des consommations inférieures.
Ce véhicule rappelle d'une part les véhicules sixties légers et véloces mais aussi les premières Mercedes légères en monoplaces et biplaces qui sont exposées au Muséum de Mercedes Benz à Stuttgart. 
C'est aussi une véritable voiture européenne qui se définit par un consortium entre la Suisse (Swatch), l'Allemagne (Mercedes Benz) et la France dont le véhicule reste finalement marqué « Made in France » (« fabriqué en France » en anglais) à son usine de Hambach en Moselle.  

## Production
La production et les commandes commencent au Mondial de l'automobile de 2002, les premières livraisons en 2003.
Deux versions de carrosserie sont disponibles : Roadster et Roadster coupé qui ajoute un coffre arrière en verre.

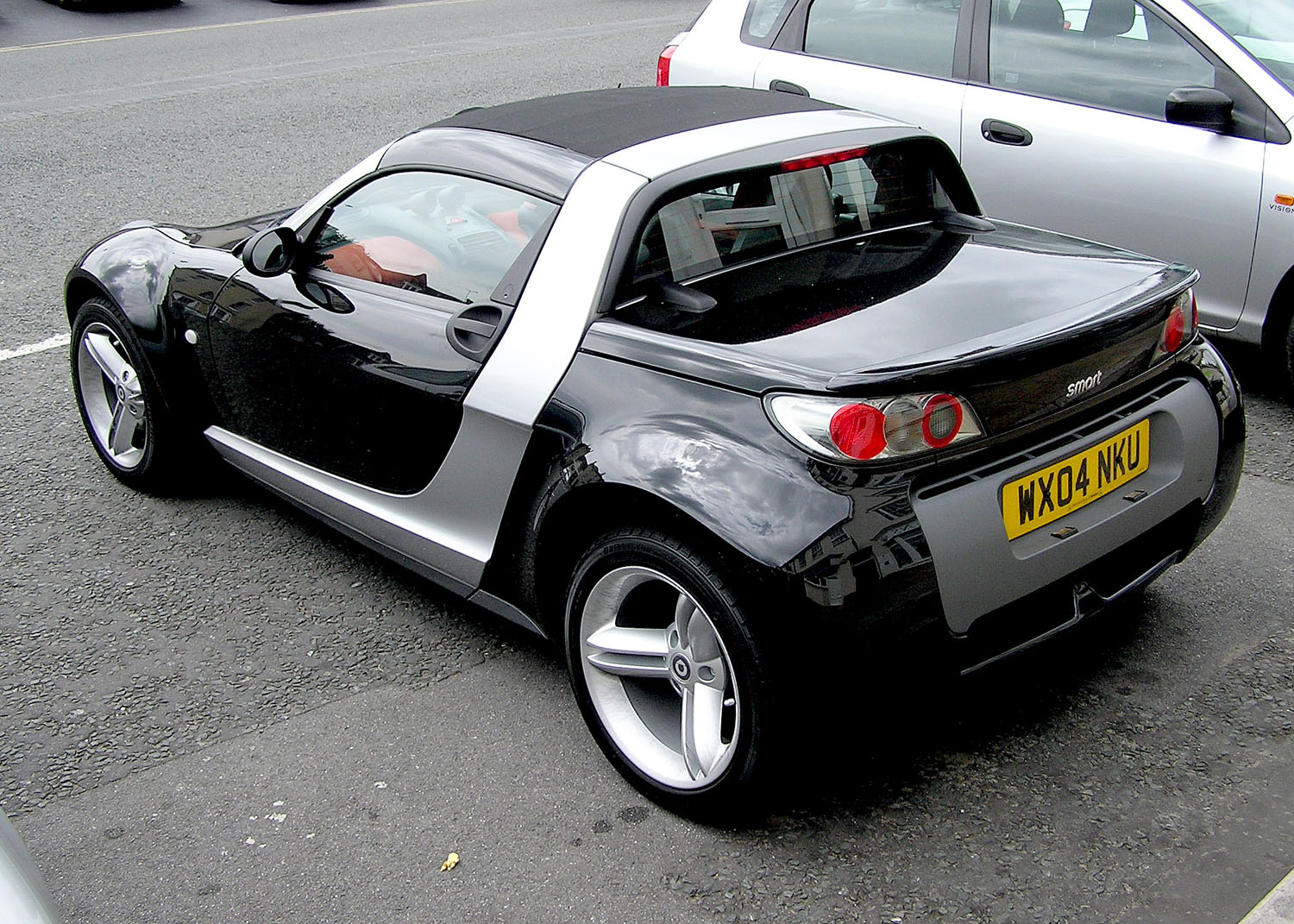
Carrosserie Roadster.

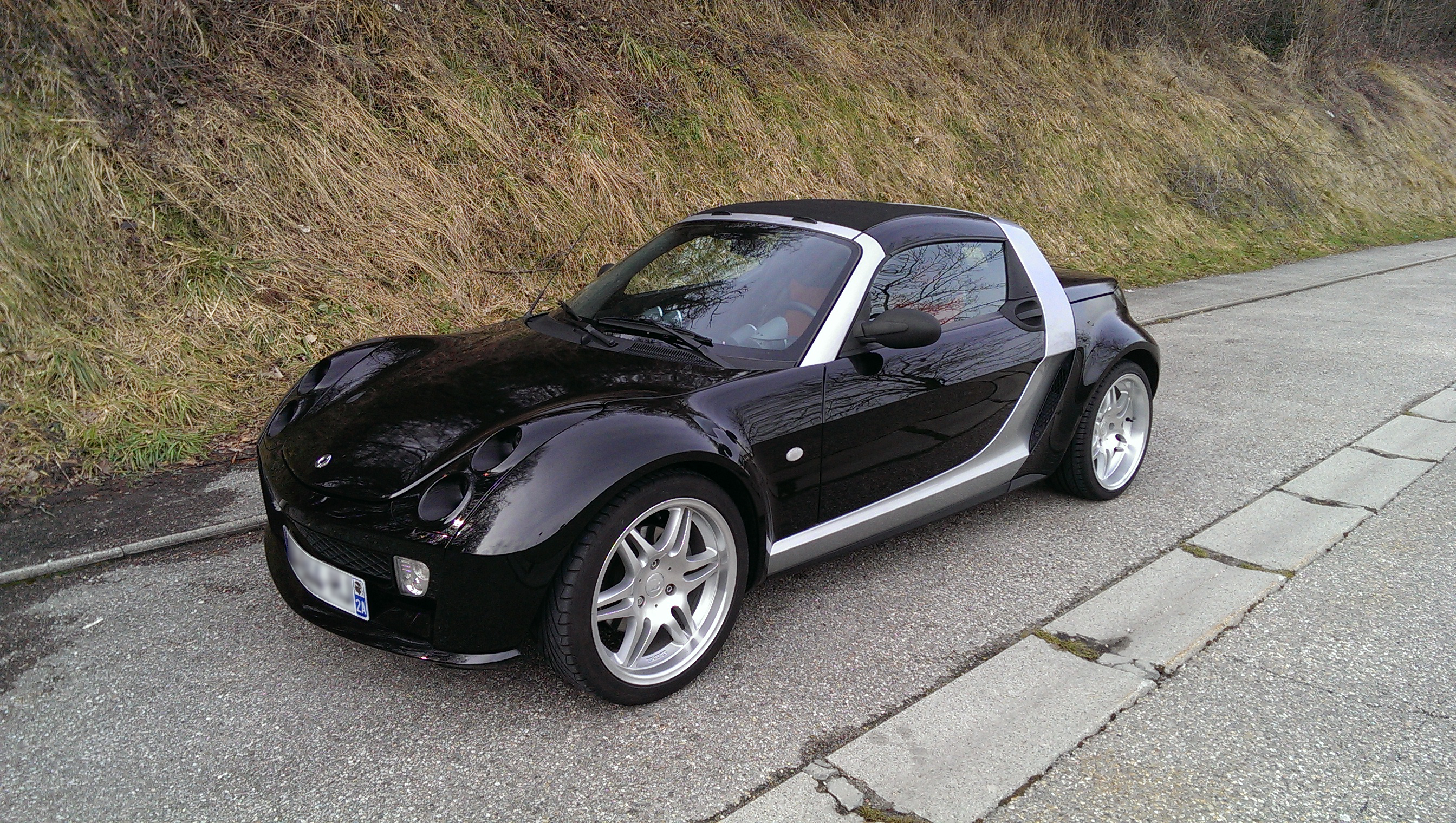
Smart roadster Brabus 2006

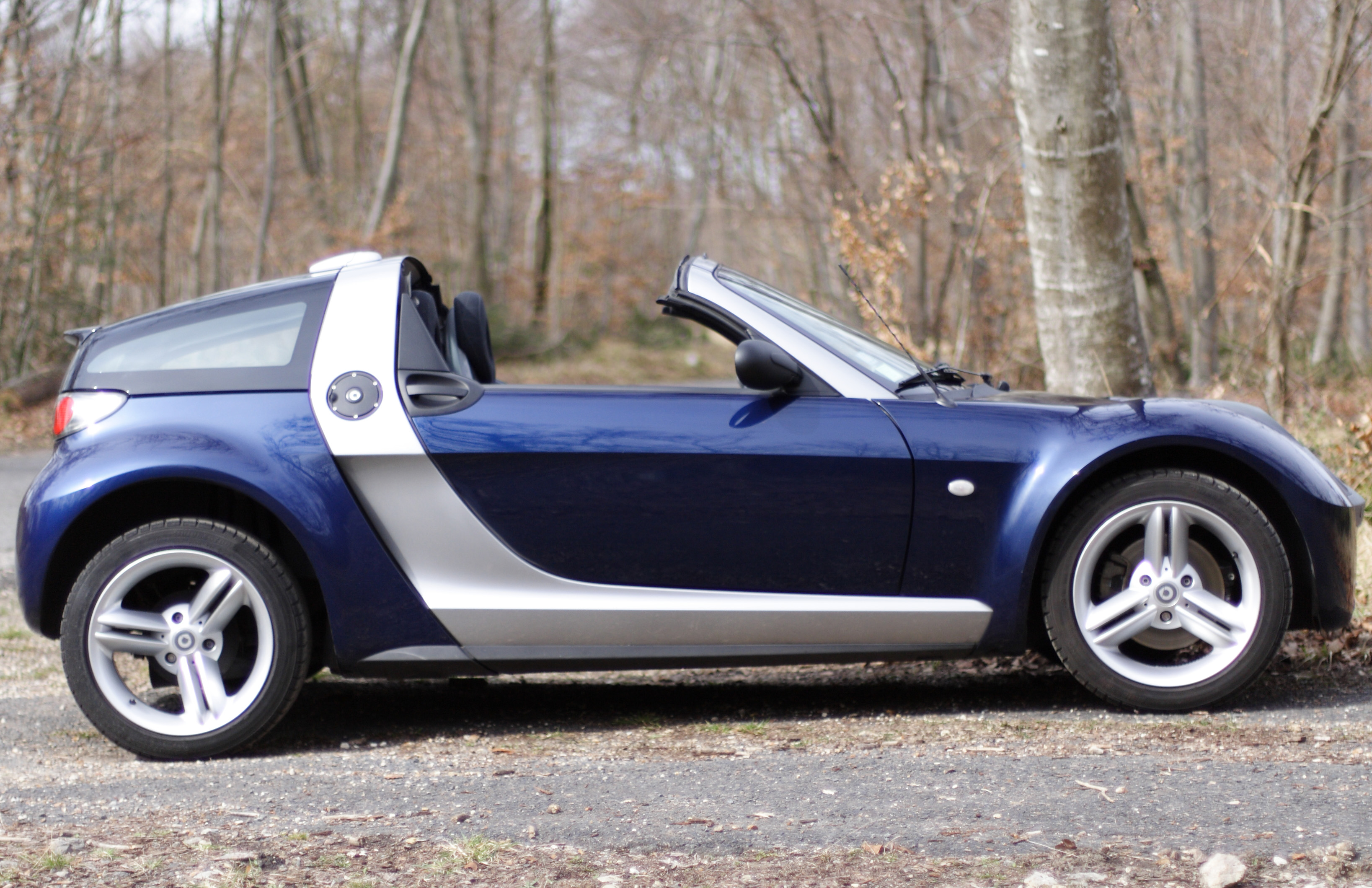
Carrosserie Roadster coupé.

Les versions roadster et roadster coupé sont disponibles avec un toit en toile rétractable électriquement, y compris en roulant à n'importe quelle allure, ou avec un hardtop. 
Le roadster est motorisé par le Suprex 3 cylindres en ligne de 698 cm³ turbocompressé, disponible en 45 kW (61 ch) ou 60 kW (82 ch). Le roadster coupé est seulement disponible avec la version la plus puissante de 60 kW.
Le changement de vitesse est assuré par une boîte robotisée à 3 vitesses associée à un double rapport de pont, donnant au total 6 vitesses. Le changement de vitesse se fait soit par un levier au plancher soit en option sur certaines versions par des palettes au volant.
La sécurité est assurée par la cellule de sécurité tridion, des zones de déformations préprogrammées ainsi que par des ABS/BAS/ASR/ESP livrés de série.
Le roadster et roadster coupé sont disponibles en version Brabus, incluant une augmentation de la puissance à 74 kW (101 ch), un double échappement central, suspension abaissée, embrayage renforcé et changements de vitesses plus rapides, jantes aluminium monobloc 17 pouces. La version Brabus Xclusive ajoute l'habillage intérieur en cuir, le levier de frein à main en aluminium et divers habillages intérieurs en aluminium.

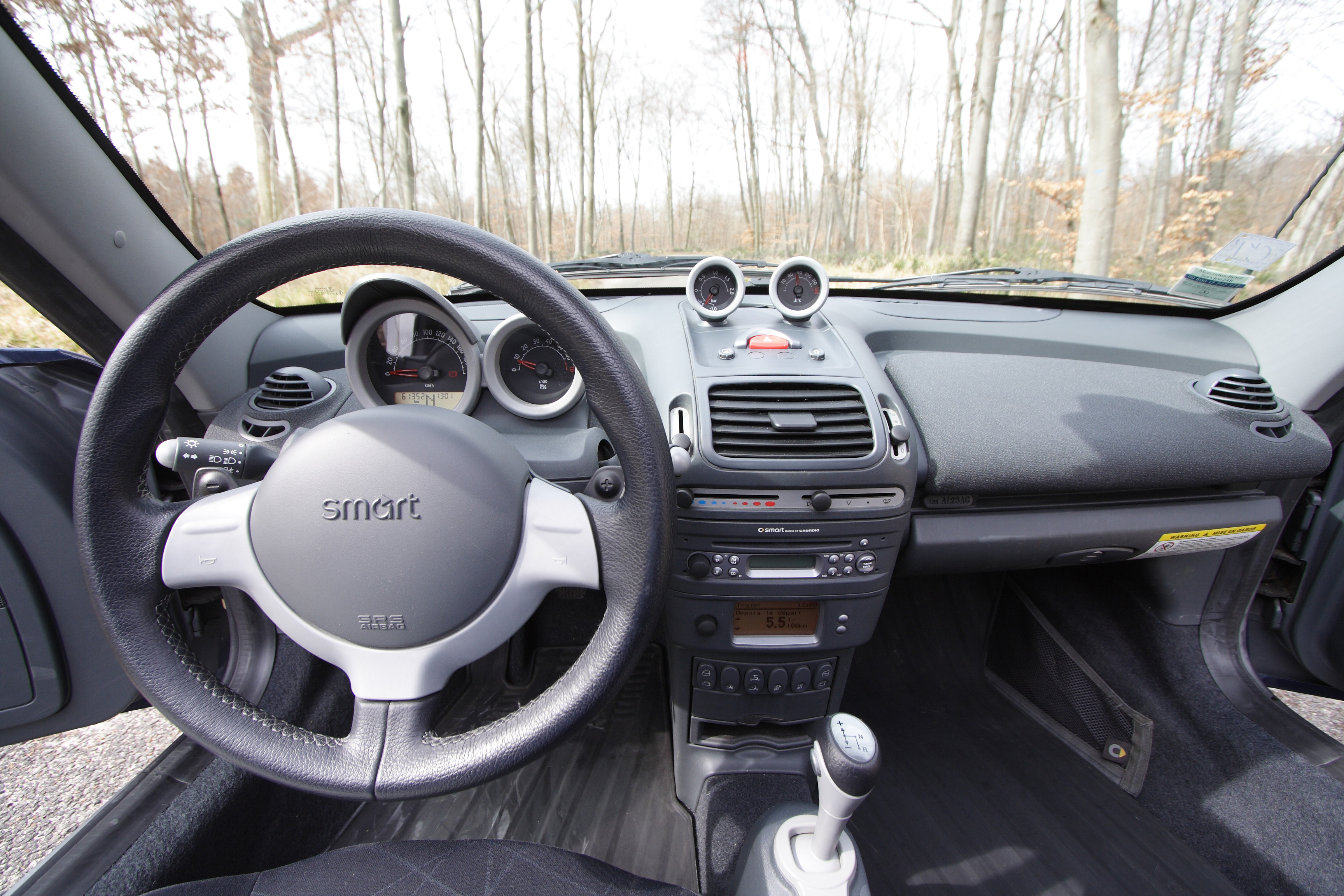
Intérieur.

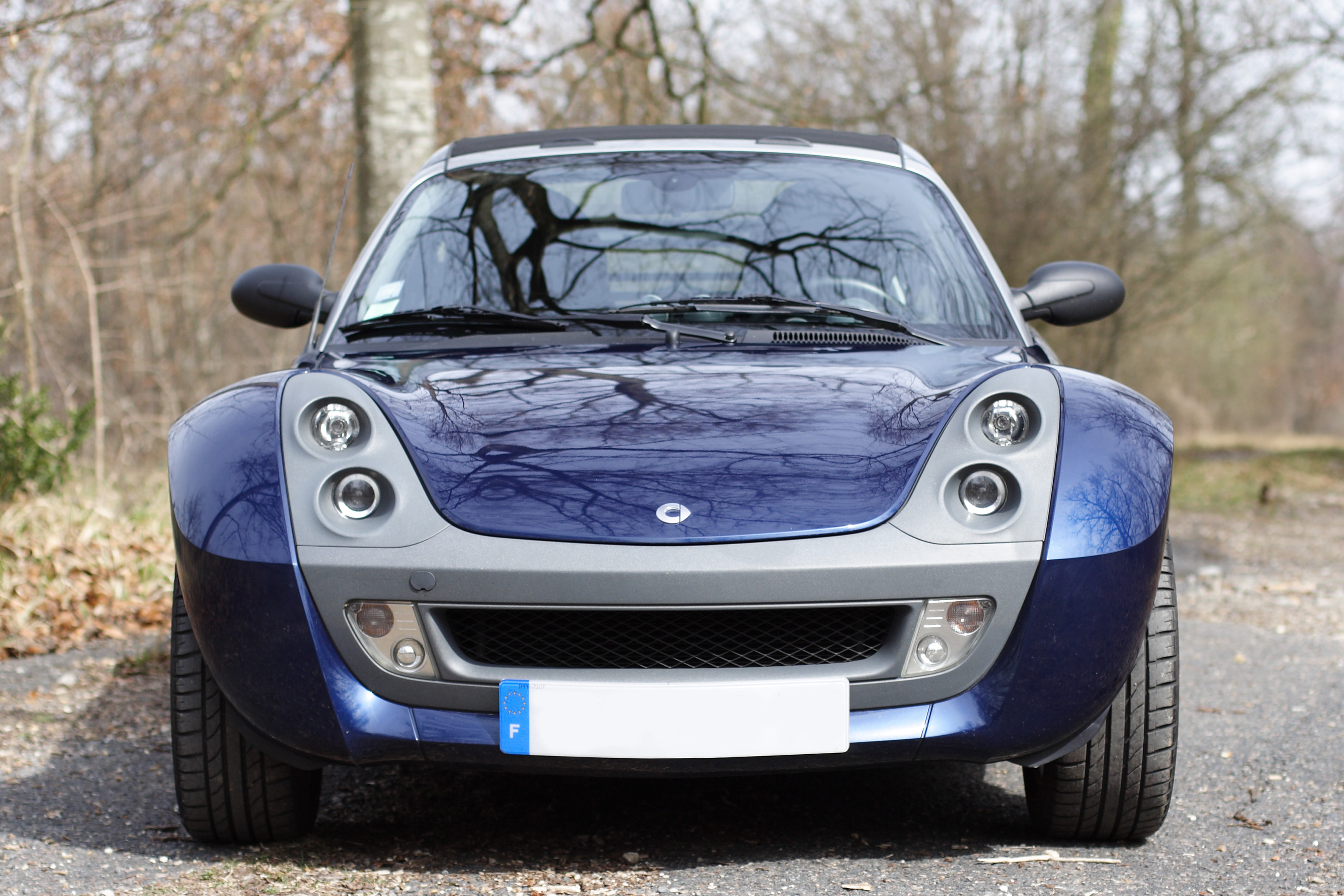
Vue de face.

## Versions spéciales

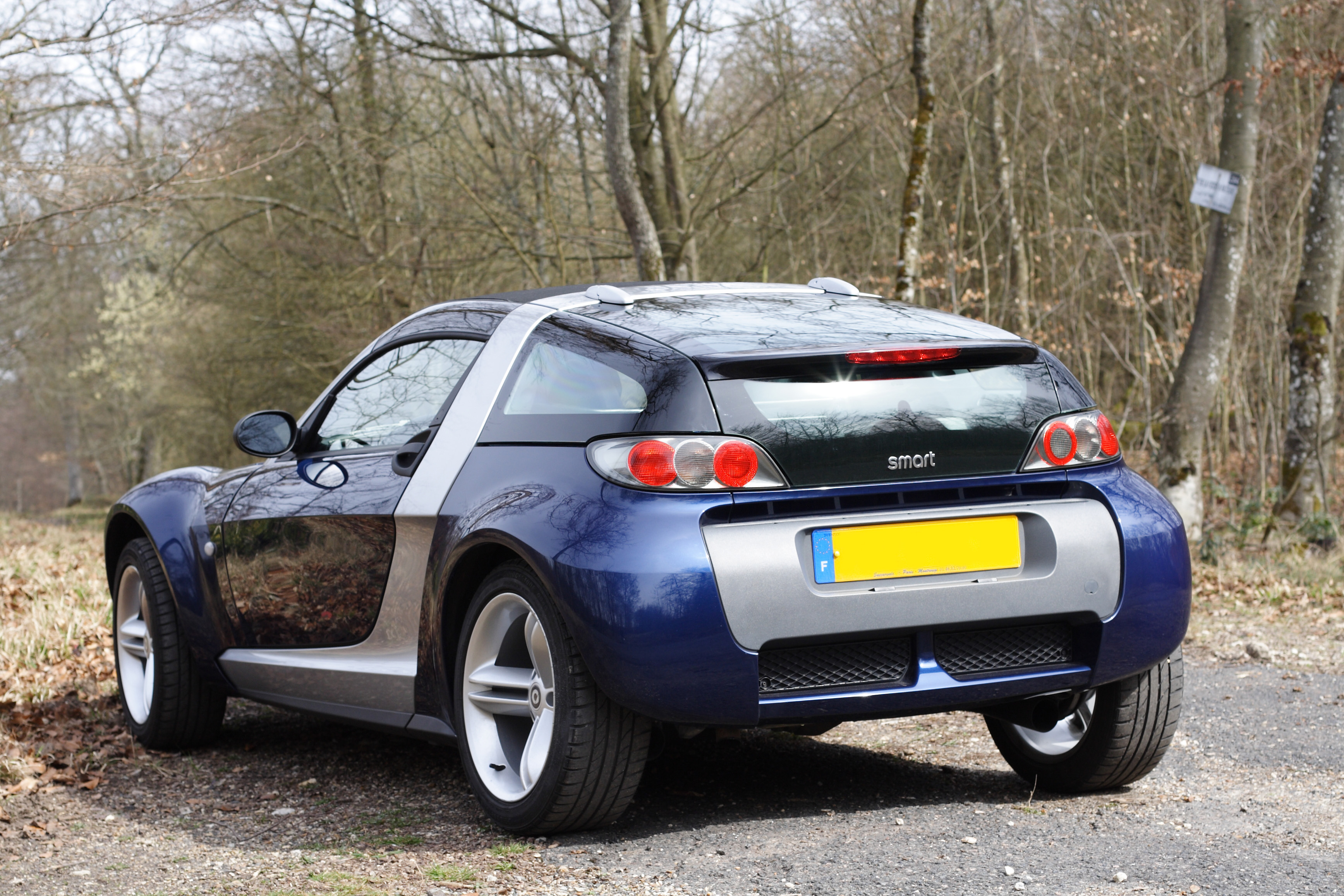
Vue arrière.

### Prototypes Brabus V6 Bi-Turbo
En 2003, Brabus a créé un prototype utilisant deux moteurs 3 cylindres adossés pour former un V6 bi-turbo de 160 kW (215 ch) pour un poids de seulement 840 kg. Smart annonçait une accélération de 0 à 100 km/h en moins de 5 secondes.
L'espace occupé par le moteur V6 a forcé l'utilisation d'un réservoir de carburant souple de type Formule 1, installé dans le coffre à bagages avant, soit dans la zone déformable prévue pour absorber les chocs en cas d'accident. En conséquence le Smart roadster V6 n'est pas homologué sur route. Un total de 10 exemplaires furent produits.

### Préparations spéciales
Il existe quelques préparateurs (carrosserie et moteur) pour le roadster. Ces derniers se spécialisent dans les toits façon Lotus, élargisseurs d'ailes, capots, Lambo doors et bien sûr les préparations moteurs pouvant monter à 150 chevaux.

### Édition collector
L'édition collector a été vendue en mars 2006, soit après la fin de la production. Il s'agissait de modèles Brabus avec une peinture brun métallisé et un intérieur cuir de haute qualité.

## Fin de production
Réussites techniques et succès auprès de la critique, les Roadster et Roadster Coupé n'ont pas atteint leurs objectifs commerciaux : outre les limites de la voiture (stricte 2 places, faible charge utile, insonorisation...), le prix très élevé au regard de la concurrence (de 15 000 à 27 000 euros hors options et non négociable) a limité la diffusion. 
De plus, des problèmes techniques récurrents, notamment de sécurisation de boitier électrique (appelée SAM) et de fragilité du tuyau de climatisation autrefois rigide, ont généré des coûts de garantie importants pour Smart. Ces problèmes ont été réglés par la suite et le Roadster est devenu un modèle de fiabilité dans le marché de l'occasion.
La production s'est arrêtée en novembre 2006. 43 091 Roadsters furent construits au total.

## Projet Kimber
Dans le contexte de la faillite de la marque MG Rover, le Projet Kimber qui a réalisé la Mac Laren F1 lancé par David James visait à racheter la marque MG, puis par la suite AC, pour relancer la production du roadster en Grande-Bretagne sous cette marque.
L'opération d'acquisition de la Licence de fabrication et de l'outil de production du Smart Roadster a bien été réalisée (AC aurait dépensé 3 fois le coût de développement du Roadster, qu'il tenait absolument à obtenir). Une ancienne usine de Pneumatique en Angleterre devait servir d'usine de fabrication. La crise sur le pétrole en 2008 a engendré un revers de stratégie. En juin 2016, AC a déclaré qu'il tenait toujours au projet et qu'il attendait juste le "bon moment".  
AC produit en attendant une nouvelle AC Cobra V8 avec une profusion d'aluminium, de carbone et de composants de "type aviation" sur le châssis et la carrosserie. Ce dernier était destiné au marché export américain plus lucratif sur les marges de rentabilité. 
Le Smart Roadster ne peut donc plus être fabriqué par l'Usine Smart Mercedes Benz en France à Hambach mais peut toujours être reconstruit et assemblé en Angleterre avec un nouveau moteur, une nouvelle carrosserie, sous un nouveau blason.